# Confraria Nossa Senhora da Saúde
A Confraria de Nossa Senhora da Saúde de Monte de Fralães aparece directamente documentada desde 1634 e indirectamente desde 1626. De facto, deve existir desde pouco antes de 1610.
Foi criação dos Correias de Fralães, como convinha, pois originalmente estas confrarias da saúde respeitavam aos nobres.
Na segunda metade do séc. XVIII, viveu um momento de apogeu, depois que o Pe. Afonso de Magalhães e Barros lhe legou uma avultada quantia. Com o virar do século, devido a questões em tribunais, dinheiros mal acautelados, latrocínio dos invasores napoleónicos e, mais adiante, à agitação que precedeu e seguiu a instalação do Liberalismo, descaiu em «ruína», até recuperar para grande plano na segunda parte do séc. XIX. Este segundo período de esplendor terá continuado até cerca de 1930, após o que reentrou em declínio.
Conserva-se desta instituição um arquivo apreciável.
Sobre esta instituição, veja mais aqui.